# Spathius kurandaensis
Spathius kurandaensis är en stekelart som beskrevs av Nixon 1943. Spathius kurandaensis ingår i släktet Spathius och familjen bracksteklar. Inga underarter finns listade i Catalogue of Life.